# Каменское сельское поселение (Тверская область)
Ка́менское сельское поселение — упразднённое муниципальное образование в составе Максатихинского района Тверской области России. Административный центр — деревня Каменка. На территории поселения находятся 16 населённых пунктов.
Главой администрации является Ершова Зоя Семёновна.

## География
- Общая площадь: 111,83 км²
  - земли сельхозугодий: 42,2 км² (37,7 %)
  - застроенные земли: 0,89 км² (0,8 %)
- Расположение: западная часть Максатихинского района
- Граничит:
  - на севере — с Малышевским сельским поселением
  - на востоке — с Кострецким сельским поселением
  - на юго-востоке — с Козловским сельским поселением Спировского района
  - на юго-западе — с Овсищенским сельским поселением Вышневолоцкого района
  - на западе — с Молдинским сельским поселением Удомельского района
- Основные реки: Волчина.

## История
Закон Тверской области от 8 октября 2014 года:

## Население
Национальный состав: русские и тверские карелы.
В состав поселения входят следующие населённые пункты (численность по состоянию на 1 января 2008):
| №  | Наименование     | Вид     | Хозяйств | Жителей |
| -- | ---------------- | ------- | -------- | ------- |
| 1  | Березуга         | деревня | -        | 0       |
| 2  | Большое Вороново | деревня | -        | 4       |
| 3  | Гарусово         | деревня | -        | 142     |
| 4  | Григорово        | деревня | -        | 5       |
| 5  | Добрыня          | хутор   | -        | 0       |
| 6  | Дубки            | хутор   | -        | 0       |
| 7  | Каменка          | деревня | -        | 293     |
| 8  | Лозовая          | деревня | -        | 0       |
| 9  | Маковищи         | деревня | -        | 9       |
| 10 | Малое Вороново   | деревня | -        | 5       |
| 11 | Покров           | деревня | -        | 67      |
| 12 | Починок          | деревня | -        | 126     |
| 13 | Столбиха         | деревня | -        | 56      |
| 14 | Стрелечье        | деревня | -        | 1       |
| 15 | Стрелечье        | хутор   | -        | 0       |
| 16 | Шенево           | деревня | -        | 25      |
|    | ВСЕГО            |         | ?        | 728     |

## Известные люди
- В деревне Григорово родился Герой Советского Союза (1940) Михаил Васильевич Чистяков (1915—1964).